# Expedition 70

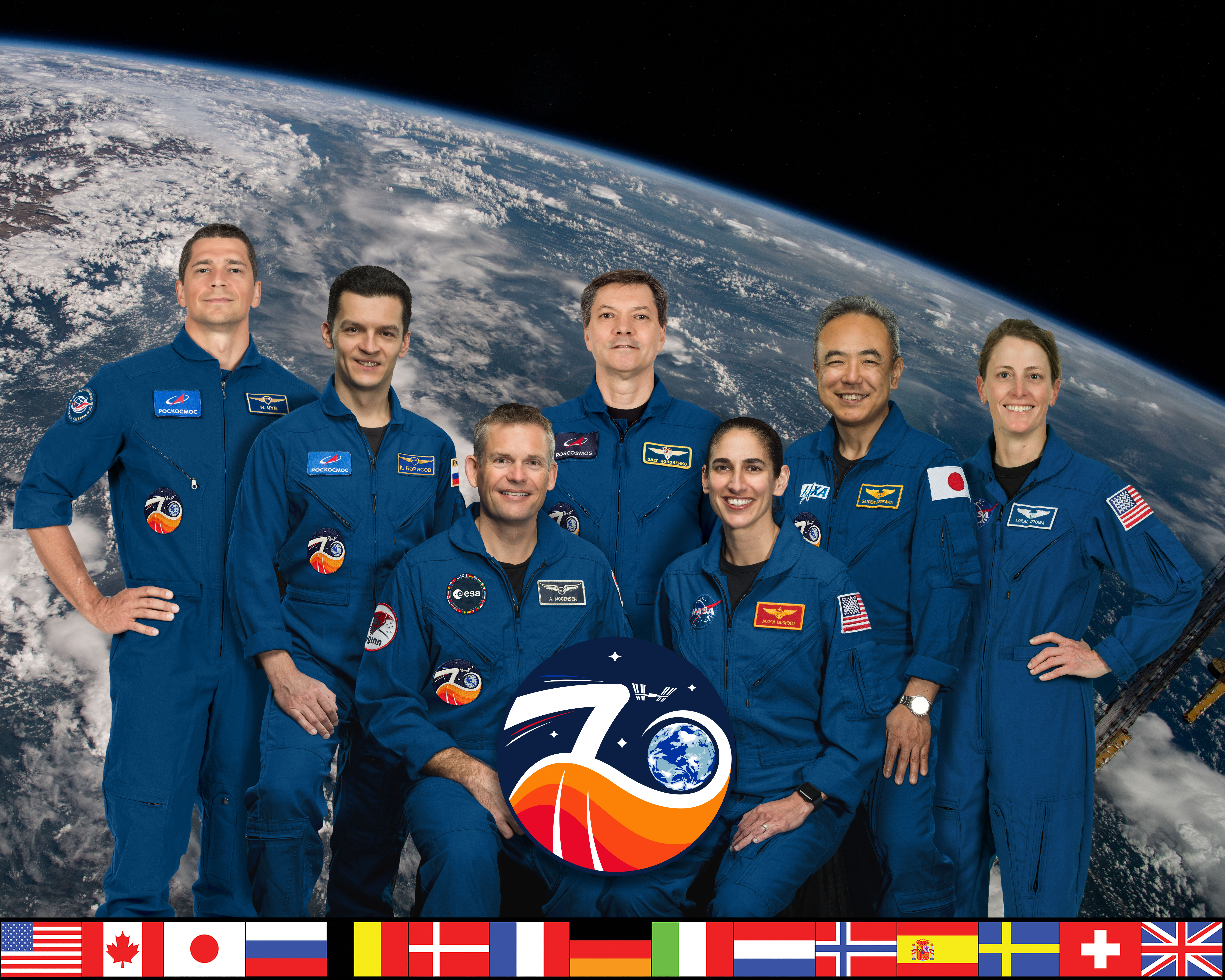
Expedition 70 besättning.

Expedition 70 var den 70:e expeditionen till Internationella rymdstationen (ISS). Expeditionen började den 27 september 2023 då delar av Expedition 69s besättning återvände till jorden med Sojuz MS-23.
Matthew Dominick, Michael R. Barratt, Jeanette J. Epps och Alexander Grebenkin kommer ansluta till expeditionen i början av mars 2024
Jasmin Moghbeli, Andreas Mogensen, Satoshi Furukawa och Konstantin Borisov kommer lämna expeditionen under mars månad.
Tracy E. Caldwell anslöt till expeditionen i slutet av mars 2024.
Expeditionen avslutades den  6 april 2024 då Sojuz MS-24 lämnade rymdstationen.

## Axiom Mission 3
Mellan den 20 januari och 7 februari 2024 besöktes expeditionen av Michael López-Alegría, Walter Villadei, Alper Gezeravcı och Marcus Wandt.

## Besättning
| Position     | Första delen (27 september 2023 - 5 mars 2024) | Andra delen (5 mars - 11 mars 2024)           | Tredje delen (11 mars - 25 mars 2024)         | Fjärde delen (25 mars - 6 april 2024)          |
| ------------ | ---------------------------------------------- | --------------------------------------------- | --------------------------------------------- | ---------------------------------------------- |
| Befälhavare  | Andreas Mogensen, ESA Hans andra rymdfärd      | Andreas Mogensen, ESA Hans andra rymdfärd     | Oleg Kononenko, RSA Hans femte rymdfärd       | Oleg Kononenko, RSA Hans femte rymdfärd        |
| Flygingenjör | Nikolai Chub, RSA Hans första rymdfärd         | Nikolai Chub, RSA Hans första rymdfärd        | Nikolai Chub, RSA Hans första rymdfärd        | Nikolai Chub, RSA Hans första rymdfärd         |
| Flygingenjör | Loral O'Hara, NASA Hennes första rymdfärd      | Loral O'Hara, NASA Hennes första rymdfärd     | Loral O'Hara, NASA Hennes första rymdfärd     | Loral O'Hara, NASA Hennes första rymdfärd      |
| Flygingenjör | Oleg Kononenko, RSA Hans femte rymdfärd        | Oleg Kononenko, RSA Hans femte rymdfärd       |                                               | Tracy E. Caldwell, NASA Hennes tredje rymdfärd |
| Flygingenjör | Jasmin Moghbeli, NASA Hennes första rymdfärd   | Jasmin Moghbeli, NASA Hennes första rymdfärd  |                                               |                                                |
| Flygingenjör | Satoshi Furukawa, JAXA Hans andra rymdfärd     | Satoshi Furukawa, JAXA Hans andra rymdfärd    |                                               |                                                |
| Flygingenjör | Konstantin Borisov, RSA Hans första rymdfärd   | Konstantin Borisov, RSA Hans första rymdfärd  |                                               |                                                |
| Flygingenjör |                                                | Matthew Dominick, NASA Hans första rymdfärd   | Matthew Dominick, NASA Hans första rymdfärd   | Matthew Dominick, NASA Hans första rymdfärd    |
| Flygingenjör |                                                | Michael R. Barratt, NASA Hans tredje rymdfärd | Michael R. Barratt, NASA Hans tredje rymdfärd | Michael R. Barratt, NASA Hans tredje rymdfärd  |
| Flygingenjör |                                                | Jeanette J. Epps, NASA Hennes första rymdfärd | Jeanette J. Epps, NASA Hennes första rymdfärd | Jeanette J. Epps, NASA Hennes första rymdfärd  |
| Flygingenjör |                                                | Alexander Grebenkin, RSA Hans första rymdfärd | Alexander Grebenkin, RSA Hans första rymdfärd | Alexander Grebenkin, RSA Hans första rymdfärd  |